# András Hajnal
András Hajnal (ur. 31 maja 1931 w Budapeszcie, zm. 30 lipca 2016 tamże) – węgierski matematyk zajmujący się teorią mnogości i kombinatoryką. Profesor na Rutgers University oraz członek Węgierskiej Akademii Nauk.

## Życiorys
W 1956 roku obronił na Uniwersytecie Segedyńskim rozprawę doktorską napisaną pod kierunkiem László Kalmára. Autor ponad 150 publikacji, w tym 56 z Paulem Erdősem.